# Lijst van voetbalinterlands Filipijnen - Sri Lanka
Deze lijst van voetbalinterlands is een overzicht van alle officiële voetbalwedstrijden tussen de nationale teams van de Filipijnen en Sri Lanka. De landen speelden tot op heden vier keer tegen elkaar, te beginnen met een vriendschappelijke wedstrijd die werd gespeeld in Kuala Lumpur (Maleisië) op 26 juli 1972. Het laatste duel, een kwalificatiewedstrijd voor Wereldkampioenschap voetbal 2014, vond plaats op 3 juli 2011 in Manilla.

## Wedstrijden
| № | Plaats       | Datum             | Competitie           | Wedstrijd              | Uitslag |
| - | ------------ | ----------------- | -------------------- | ---------------------- | ------- |
| 1 | Kuala Lumpur | 26 juli 1972      | Vriendschappelijk    | Sri Lanka − Filipijnen | 1 − 4   |
| 2 | Doha         | 26 september 1996 | WK 1998 kwalificatie | Filipijnen − Sri Lanka | 0 − 3   |
| 3 | Colombo      | 29 juni 2011      | WK 2014 kwalificatie | Sri Lanka − Filipijnen | 1 − 1   |
| 4 | Manilla      | 3 juli 2011       | WK 2014 kwalificatie | Filipijnen − Sri Lanka | 4 − 0   |

## Samenvatting
| Competitie        | Totaal gespeeld | Winst Filipijnen | Gelijk | Winst Sri Lanka | Doelsaldo Filipijnen – Sri Lanka |
| ----------------- | --------------- | ---------------- | ------ | --------------- | -------------------------------- |
| WK-kwalificatie   | 3               | 1                | 1      | 1               | 5 − 4                            |
| Vriendschappelijk | 1               | 1                | 0      | 0               | 4 − 1                            |
| Totaal            | 4               | 2                | 1      | 1               | 9 − 5                            |

PFF · 
A-internationals · 
Filipijns vrouwenelftal
Afghanistan ·
Australië ·
Azerbeidzjan ·
Bahrein ·
Bangladesh ·
Bhutan ·
Brunei ·
Cambodja ·
China ·
Estland ·
Fiji ·
Guam ·
Hongkong ·
India ·
Indonesië ·
Irak ·
Iran ·
Israël ·
Japan ·
Jemen ·
Jordanië ·
Kirgizië ·
Koeweit ·
Laos ·
Libanon ·
Macau ·
Malediven ·
Maleisië ·
Mongolië ·
Myanmar ·
Nepal ·
Noord-Korea ·
Oezbekistan ·
Oman ·
Oost-Timor ·
Pakistan ·
Palestina ·
Papoea-Nieuw-Guinea ·
Qatar ·
Singapore ·
Sri Lanka ·
Syrië ·
Tadzjikistan ·
Taiwan ·
Thailand ·
Turkmenistan ·
Verenigde Arabische Emiraten ·
Vietnam ·
Zuid-Korea ·
Zuid-Vietnam
FSL ·
A-internationals ·
Sri Lankaans vrouwenelftal
Afghanistan ·
Bahrein ·
Bangladesh ·
Bhutan ·
Brunei ·
Cambodja ·
China ·
DDR ·
Filipijnen ·
Guam ·
Hongkong ·
India ·
Indonesië ·
Irak ·
Iran ·
Japan ·
Jemen ·
Jordanië ·
Kirgizië ·
Laos ·
Libanon ·
Macau ·
Malediven ·
Maleisië ·
Mongolië ·
Myanmar ·
Nepal ·
Noord-Korea ·
Oezbekistan ·
Oman ·
Pakistan ·
Palestina ·
Papoea-Nieuw-Guinea ·
Qatar ·
Saoedi-Arabië ·
Seychellen ·
Singapore ·
Soedan ·
Syrië ·
Tadzjikistan ·
Taiwan ·
Thailand ·
Turkmenistan ·
Verenigde Arabische Emiraten ·
Vietnam ·
Zuid-Korea